# لوکا پوچینلی
لوکا پوچینلی (انگلیسی: Luca Puccinelli؛ زادهٔ ۱۱ ژوئیهٔ ۱۹۷۳) بازیکن فوتبال اهل ایتالیا است.